# 異眼吻鮋
異眼吻鮋（学名：Rhinopias xenops），又名石狗公、石頭魚，为輻鰭魚綱鮋形目鮋亞目鮋科吻鮋屬下的一个种，為溫帶海水魚，分布於日本紀伊半島及夏威夷群島海域，棲息深度15.3公分，棲息在底層水域，罕見，生活習性不明。